# Autobahnkreuz Lotte/Osnabrück
Das Autobahnkreuz Lotte/Osnabrück (Abkürzung: AK Lotte/Osnabrück; Kurzform: Kreuz Lotte/Osnabrück; umgangssprachlich auch Lotter Kreuz genannt) ist ein Autobahnkreuz in Nordrhein-Westfalen. Es verbindet die Bundesautobahn 1 (Heiligenhafen – Hamburg – Köln – Saarbrücken; E 37) mit der Bundesautobahn 30 (Hengelo – Bad Bentheim – Bad Oeynhausen; E 30).

## Geografie
Das Kreuz liegt direkt an der Grenze zu Niedersachsen, befindet sich jedoch in Nordrhein-Westfalen. Es liegt auf dem Gebiet der Gemeinde Lotte in der westfälischen Region Tecklenburger Land. Die umliegenden Städte und Gemeinden sind Hasbergen und Osnabrück. Unmittelbar östlich des Kreuzes befindet sich der Grenzpunkt zwischen der kreisfreien Stadt Osnabrück, dem Landkreis Osnabrück und dem Kreis Steinfurt. Es befindet sich etwa 10 km westlich der Osnabrücker Innenstadt, etwa 35 km östlich von Rheine und etwa 40 km nordöstlich von Münster.
Das Autobahnkreuz liegt in der Nähe des Naturparks TERRA.vita, am Rande des Teutoburger Waldes.
Es verbindet seit 1968 die wichtige Ost-West-Transitstrecke in Form der A 30 (E 30) von Warschau über Berlin und Hannover nach Amsterdam mit der zwischen Ruhrgebiet und Hamburg als „Hansalinie“ bezeichneten A 1 (E 37).
Das Autobahnkreuz Lotte/Osnabrück trägt auf der A 1 die Anschlussstellennummer 72, auf der A 30 die Nummer 14.

## Bauform und Ausbauzustand
Die A 1 ist in Richtung Norden sechsstreifig ausgebaut, in Richtung Süden vierstreifig. Die A 30 ist vierstreifig ausgebaut. Die Verbindungsrampen sind einspurig ausgeführt.
Das Autobahnkreuz wurde als Kleeblatt angelegt.

## Verkehrsaufkommen
Das Kreuz wird täglich von rund 126.000 Fahrzeugen befahren.
| Von                     | Nach                      | Durchschnittliche tägliche Verkehrsstärke | Durchschnittliche tägliche Verkehrsstärke | Durchschnittliche tägliche Verkehrsstärke | Anteil Schwerlastverkehr | Anteil Schwerlastverkehr | Anteil Schwerlastverkehr |
| Von                     | Nach                      | 2005                                      | 2010                                      | 2015                                      | 2005                     | 2010                     | 2015                     |
| ----------------------- | ------------------------- | ----------------------------------------- | ----------------------------------------- | ----------------------------------------- | ------------------------ | ------------------------ | ------------------------ |
| AS Osnabrück-Nord (A 1) | AK Lotte/Osnabrück        | 63.600                                    | 58.000                                    | 75.400                                    | 22,0 %                   | 21,6 %                   | 19,1 %                   |
| AK Lotte/Osnabrück      | AS Lengerich (A 1)        | 54.900                                    | 56.800                                    | 59.300                                    | 20,1 %                   | 19,8 %                   | 18,2 %                   |
| AS Lotte (A 30)         | AK Lotte/Osnabrück        | 40.800                                    | 41.300                                    | 53.800                                    | 21,3 %                   | 21,7 %                   | 23,6 %                   |
| AK Lotte/Osnabrück      | AS Hasbergen-Gaste (A 30) | 50.600                                    | 58.800                                    | 62.900                                    | 19,3 %                   | 19,5 %                   | 20,7 %                   |

## Ausbau

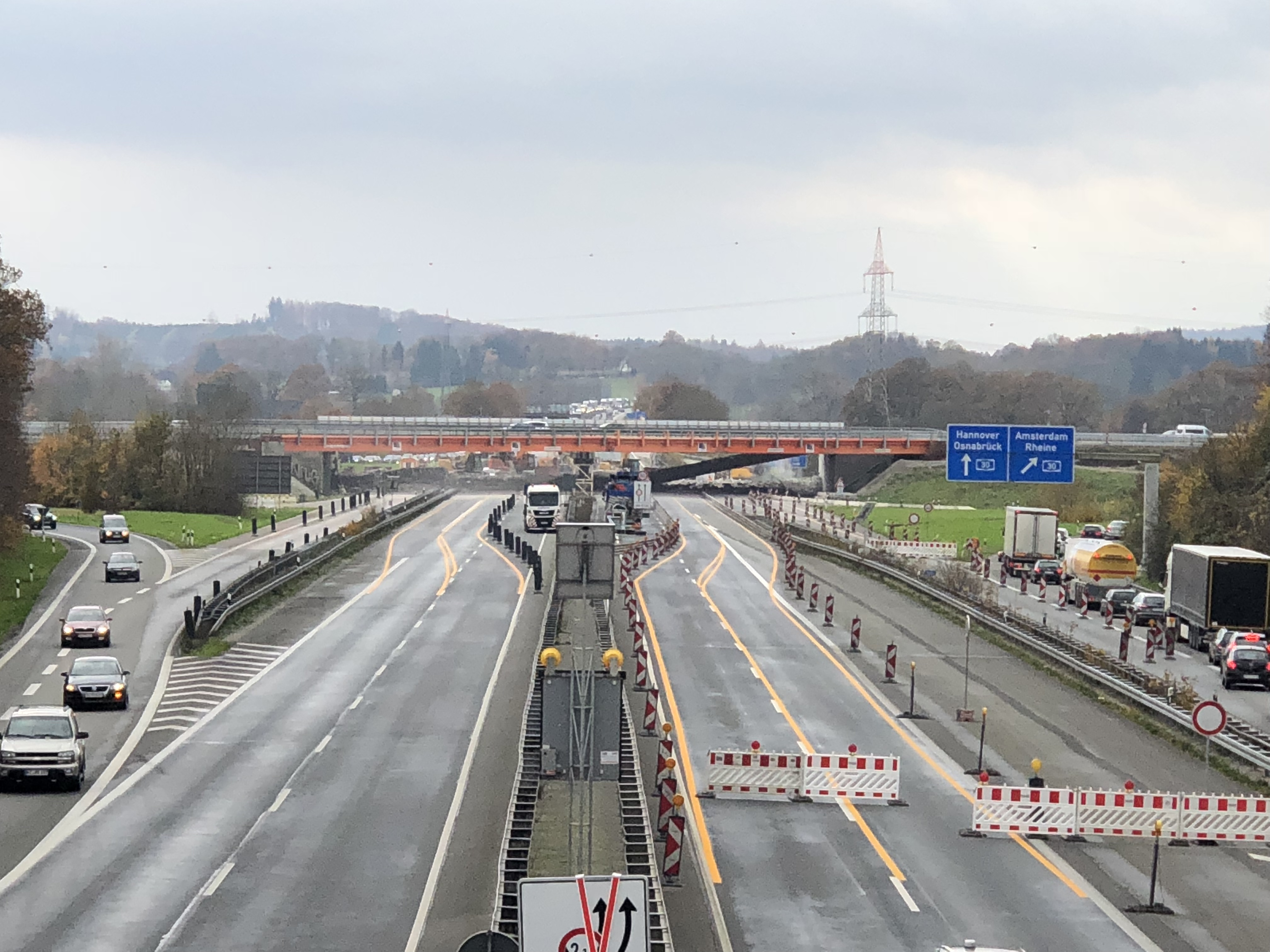
Abrissarbeiten am Zentralbauwerk des Autobahnkreuzes Lotte/Osnabrück, 2017

Das Kreuz Lotte/Osnabrück ist den aktuellen Verkehrszahlen nicht mehr gewachsen und wird deshalb in den nächsten Jahren für 40 Millionen Euro erneuert. Dafür wurde das Zentralbauwerk ersetzt, welches nur noch eine Restnutzungszeit bis Herbst 2019 hatte, und die Rampen werden neu angelegt. Nach zwei Jahren Bauzeit wurde die neue Brücke im Juli 2019 fertiggestellt.

## Trivia

Das Stadion am Lotter Kreuz

Seit 1987 findet jährlich am ersten Juni-Wochenende der Volkslauf „Rund um das Lotter Kreuz“ statt. Es handelt sich dabei um einen Kurs mit einer Streckenlänge von 12 km, bei dem das Autobahnkreuz komplett umrundet wird. Start und Ziel ist jeweils das Stadion am Lotter Kreuz in direkter Nähe nordwestlich des Kreuzes, das Heimstadion der Sportfreunde Lotte.
Das Autobahnkreuz Lotte/Osnabrück wurde ursprünglich wegen seiner Lage in Nordrhein-Westfalen als Lotter Kreuz und nicht als Osnabrücker Kreuz bezeichnet. Die heutige Bezeichnung Lotte/Osnabrück entstand aus der unmittelbaren Nähe zu Osnabrück und der Grenzlage zwischen Niedersachsen und Nordrhein-Westfalen.